# Sanicare

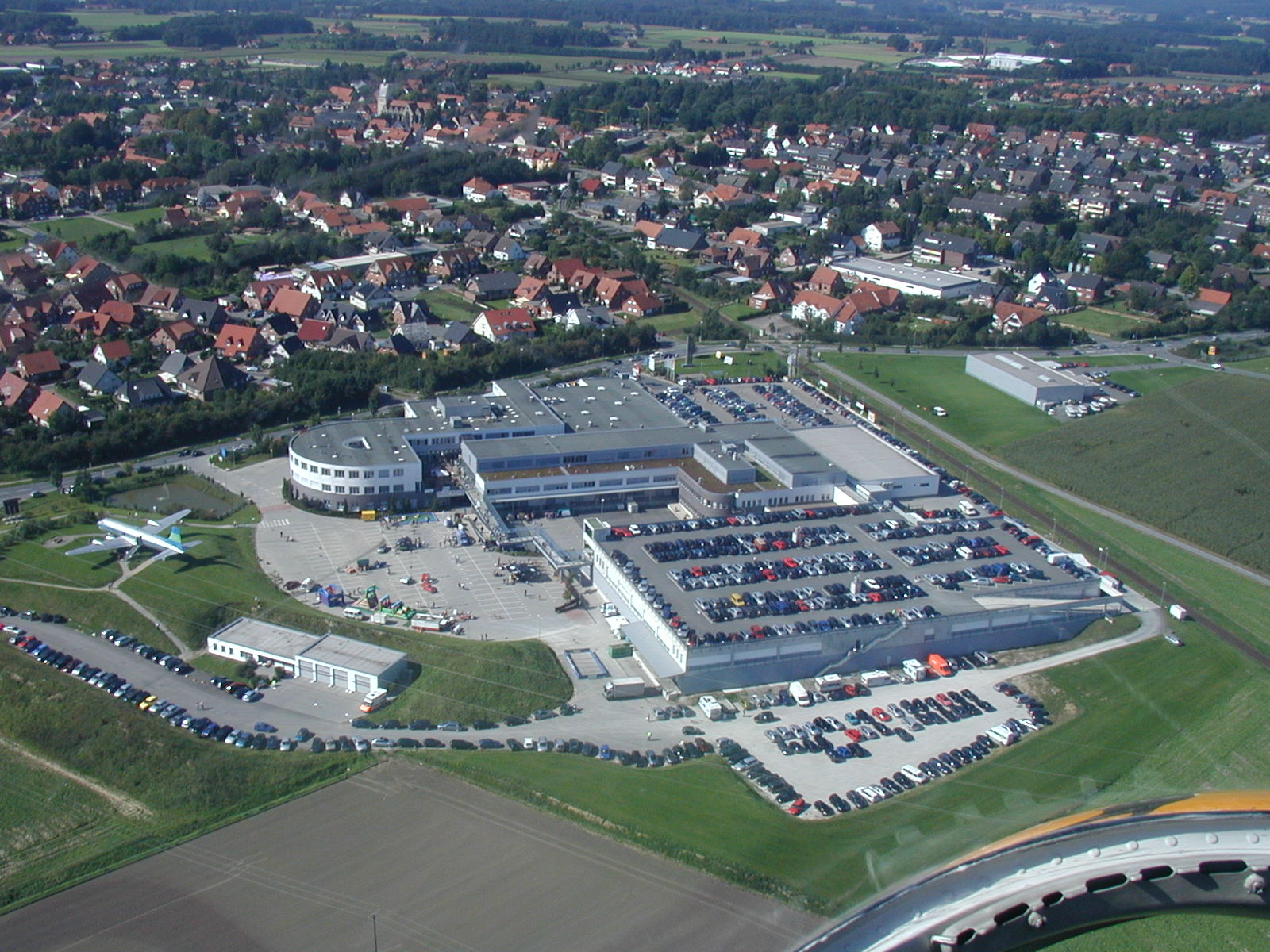
Gesundheitszentrum in Bad Laer mit der Sanicare-Versandapotheke

Sanicare ist eine Versandapotheke mit Sitz im Gesundheitszentrum Bad Laer im Landkreis Osnabrück. Die Marke Sanicare firmiert unter dem Namen BS-Apotheken OHG, zu der noch zwei weitere Versandapotheken sowie zwei Filialapotheken gehören. Gesellschafter und Geschäftsführer sind die Apotheker Christoph Bertram und Heinrich Meyer. Neben dem bundesweiten Versand von Arzneimitteln und Gesundheitsartikeln zählen die Belieferung von Pflegeeinrichtungen und Arztpraxen zu den Tätigkeitsschwerpunkten.

## Geschichte
Der Apotheker Johannes Mönter übernahm 1975 die Elch-Apotheke in Bad Laer. Bis 1983 schloss er Versorgungsverträge mit zwölf Krankenhäusern ab und belieferte diese mit Arzneimitteln. 1996 startete ein Pilotprojekt, bei dem die Elch-Apotheke erstmals eine Klinik zusätzlich mit Produkten des medizinischen Bedarfs belieferte. 1998 gründete Mönter das Gesundheitszentrum Bad Laer und eröffnete, nachdem er die Elch-Apotheke seiner Ehefrau Marlies Mönter übertragen hatte, die Sanicare-Apotheke. Diese übernahm die Krankenhausversorgung der Elch-Apotheke mit 25 Kunden. 50 Pharmazeuten, PTAs und PKAs wurden in der Sanicare-Apotheke beschäftigt.
2002 begann Sanicare mit der automatischen Medikamentenstellung zur pharmazeutischen Betreuung von Alten- und Pflegeheimen. 2003 hatte Sanicare Versorgungsverträge mit 35 Kliniken mit einer Gesamtbettenzahl von mehr als 6000 abgeschlossen, 25 Krankenhäuser wurden komplett versorgt. Über 400 Beschäftigte waren im Gesundheitszentrum Bad Laer tätig, davon über 80 pharmazeutische Fachkräfte (Apotheker, PTA, PKA).
2004 mit der Zulassung des Versandhandels für Apothekenprodukte in Deutschland eröffnete die Sanicare-Versandapotheke.
2007 eröffnete die Aliva-Versandapotheke als zweite Versandapotheke. Im gleichen Jahr wurde am Osnabrücker Klinikum die nächste Filialapotheke eröffnet. 2010 übernahm Johannes Mönter die Sarepta-Apotheke in Bielefeld und benannte sie in „Sanicare-Apotheke in Bethel“ um. Er versorgte ab Mai 2010 das Evangelische Krankenhaus Bielefeld und die Mara GmbH mit insgesamt rund 1.500 Betten mit Arzneimitteln und Produkten des medizinischen Bedarfs. In diesem Zusammenhang übertrug er die Marien-Apotheke in Cloppenburg an seine Ehefrau Marlies. 
Am 4. September 2012 starb Johannes Mönter mit 65 Jahren. Am 25. September 2012 stellten die Erben des verstorbenen Eigentümers einen Nachlassinsolvenzantrag. Von der Insolvenz betroffen waren die Versandapotheke sowie drei Sanicare-Apotheken. Weitere Teile der Sanicare-Gruppe waren nicht betroffen. Um die 324 betroffenen Arbeitsplätze der Sanicare-Versandapotheke zu sichern, wurde ein Investor gesucht. Am 1. April 2013 übernahm der Apotheker Volkmar Schein Sanicare.
Am 1. September 2014 wurde der Apotheker Christoph Bertram neben Inhaber Volkmar Schein neuer Geschäftsführer von Sanicare. Sanicare firmiert seitdem als Offene Handelsgesellschaft (BS-Apotheken OHG). 2016 verstarb der Eigentümer Volkmar Schein im Alter von 56 Jahren, offenbar durch Suizid.
2017 bestätigte die Apothekerkammer Niedersachsen die Betriebserlaubnis von Heinrich Meyer rückwirkend auf 2016. Er ist seitdem als leitender Apotheker der Sanicare zweiter Gesellschafter und Geschäftsführer der BS-Apotheken OHG neben Christoph Bertram.

## Mitarbeiter und Kunden
Bei der Sanicare-Versandapotheke waren im Jahr 2017 rund 225 Mitarbeiter beschäftigt. Im Kundenservice-Center arbeiteten 90 pharmazeutische Fachkräfte (Apotheker, Pharmazeutisch-kaufmännischer Angestellter (PKA), Pharmazeutisch-technischer Assistent (PTA)).
Die Versandapotheke hat einen Kundenstamm von 1,6 Mio. Kunden (Stand Oktober 2018).

## Logistik
Die Sanicare-Versandapotheke hatte im Jahr 2017 ca. 50.000 verschiedene pharmazeutische Produkte und andere Gesundheitsartikel vorrätig. Ein SAP-EDV-System sowie ein vollautomatischer Kommissionierautomat für Arzneimittel sorgen für die Logistik. Im Juni 2018 wurde am Standort Bad Laer eine Logistik-Automationsanlage in Betrieb genommen. Durch den Neubau können über 50 Prozent aller Logistikprozesse automatisch abgefertigt werden.

## Wahrzeichen

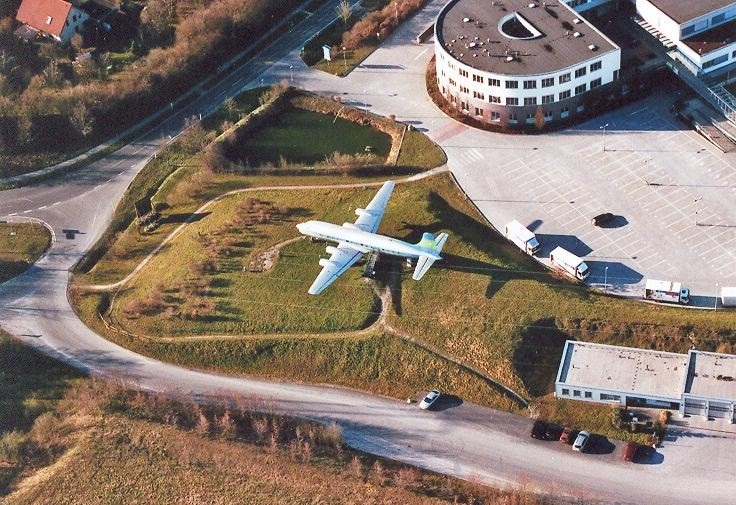
Douglas DC-6 auf dem Gelände des Gesundheitszentrums in Bad Laer

Auf dem Gelände des Gesundheitszentrums in Bad Laer befindet sich auf einer Erhöhung ein Flugzeug des Typs Douglas DC-6. Die viermotorige Maschine wurde als Flugzeugcafé Preußisch Oldendorf bekannt und wurde von dem Sanicare-Gründer Johannes Mönter im Jahr 2003 für den symbolischen Betrag von 1 Euro gekauft, nach Bad Laer transportiert und im Sanicare-Design lackiert. Heute gilt das Sanicare-Flugzeug als Wahrzeichen der Versandapotheke.

## Mitgliedschaften
Sanicare ist Mitglied im Bundesverband Deutscher Versandapotheken (BVDVA)., in dem der Sanicare-Gesellschafter und -Geschäftsführer Heinrich Meyer stellvertretender Vorsitzender ist. Die Versandapotheke gehört dem Europäischen Verband der Versandapotheken (EAMSP) an.